# Neotonchus filiformis
Neotonchus filiformis är en rundmaskart som beskrevs av Suzanne I. Warwick 1971. Neotonchus filiformis ingår i släktet Neotonchus och familjen Cyatholaimidae. Inga underarter finns listade i Catalogue of Life.